# Kempawa
Kempawa is een bestuurslaag in het regentschap Dairi van de provincie Noord-Sumatra, Indonesië. Kempawa telt 781 inwoners (volkstelling 2010).